# Longispora
Longispora is een monotypisch geslacht van schimmels behorend tot de familie Phaeosphaeriaceae. Het bevat alleen Longispora clematidis.